# Chrysolina peregrina
Chrysolina peregrina là một loài bọ cánh cứng trong họ Chrysomelidae. Loài này được Herrich-Schaeffer miêu tả khoa học năm 1839.